# I mostri vent'anni dopo
I mostri vent'anni dopo (The Munsters Today) è una serie televisiva prodotta negli Stati Uniti e andata in onda per la prima volta nel 1988, con protagonista la famiglia Munster.
È un sequel della serie televisiva I mostri, trasmessa negli anni sessanta dalla CBS, ed è ambientata 22 anni dopo la fine della storia narrata nella serie originale.

## Trama
Durante uno degli esperimenti di nonno Vlad, i Munsters rimangono ibernati in speciali camere e si risvegliano vent'anni dopo, nei favolosi anni ottanta. Tutto è cambiato, tutto sembra nuovo, ma la famiglia Munster capisce che anche se il mondo è cambiato loro sono rimasti gli stessi e per la gente non sono "normali". Non è cambiato nemmeno il loro aspetto: babbo Herman continua a sembrare il mostro di Frankenstein, mamma Lily e nonno Vlad continuano ad essere vampiri, mentre il piccolo Eddie è un lupo mannaro in possesso di una forza sovrumana (in un episodio sorprenderà un gruppo di culturisti sollevando un bilanciere da 200 chilogrammi come se fosse un fuscello). Solo la figlia maggiore Marilyn sembra in tutto e per tutto un'umana normale.

## Episodi
È stato girato anche un episodio pilota intitolato Still the Munsters After All These Years ma non è stato mai mandato in onda.
| Stagione         | Episodi | Prima TV USA | Prima TV Italia |
| ---------------- | ------- | ------------ | --------------- |
| Prima stagione   | 24      | 1988-1989    |                 |
| Seconda stagione | 24      | 1989-1990    |                 |
| Terza stagione   | 24      | 1990-1991    |                 |